# Gjilan (regio)
Gjilan (Albanees: Rajoni i Gjilanit ; Servisch: Region Gnjilane) is een van de zeven statistische regio's waarin Kosovo verdeeld is. De regio heeft een geschatte bevolking van 252.800 inwoners (gegevens van 2008).

## Gemeenten
De regio Gjilan bestaat uit de volgende gemeenten:
- Gjilan/Gnjilane
- Kamenicë/Kamenica
- Viti/Vitina

Mitrovicë/ Mitrovica · Prishtinë/Priština · Gjilan/Gnjilane · Pejë/Peć · Gjakovë/Đakovica · Prizren/Prizren · Ferizaj/Uroševac